# 一秒のリフレイン
一秒のリフレイン（いちびょうのリフレイン）は、日本のタレント・乙葉が2002年に発表した楽曲。

## 概要
- ワーナーミュージック・ジャパン内のレーベル「DREAM MACHINE」（現在は消滅）から2002年10月30日に発売された。
- 初のアルバムだった『Otoha CD Volume.1』から約5ヵ月を経てリリースされた、現時点で乙葉としては唯一のシングル。
- テレビアニメ『GetBackers-奪還屋-』（TBS系）の第1期エンディングテーマとして放送された。また乙葉は声優として、同作品の登場人物・水城夏実の声も担当している。

## 収録楽曲
1. 一秒のリフレイン（作詞：乙葉 / 堂島孝平、作曲：堂島孝平、編曲：長谷川智樹）
2. ヒトリゴト（作詞：乙葉、作曲・編曲：長谷川智樹）
3. 心のカメラ（作詞：イズミカワソラ、作曲：杉浦篤、編曲：鶴来正基）
4. 一秒のリフレイン（Instrumental）

## 参加ミュージシャン・スタッフ
- 長谷川智樹（Guitar&Programming） - #1、2
- 鶴来正基（Keyboards&Programming） - #3
- 津上研太（Soprano Sax） - #3
- 浜野和子（Chorus） - #1
- 浅野浩伸（Rec.&Mix Engineer） -#1、2
- 野島英明（Rec.&Mix Engineer） -#3

## カバー
- 浅倉杏美 - 2011年11月27日放送のラジオ大阪のラジオ番組『THE IDOLM@STER STATION!!!』のコーナーの1つ「歌姫楽園2011」にてカバー。2012年2月29日発売のアルバム「THE IDOLM@STER STATION!!! Nouvelle Vague」に収録された。